# Phaonia latipullatoides
Phaonia latipullatoides este o specie de muște din genul Phaonia, familia Muscidae, descrisă de Wang în anul 1998. Conform Catalogue of Life specia Phaonia latipullatoides nu are subspecii cunoscute.